# 康妮·胡克
康妮·胡克（英語：Kanak Asha "Konnie" Huq，發音： /ˈhʌk/；孟加拉语： কনক হক；1975年7月17日—）是一位英国电视主持人、编剧和儿童作家，最知名于成为《蓝色彼得》时间最长的主持人，从1997年主持到2008年。曾担任ITV2上的2010年《 Xtra Factor》系列等节目的主持人和嘉宾。

## 奥运火炬事件
2008年夏季奧林匹克運動會火炬接力伦敦部分中，她是80名传递者之一。Ladbroke Grove路上，当她要把火炬传递给下一个人时，西藏独立运动抗议者Ian Harold Brown试图抢走火炬。在之后的BBC新闻中，她为传递火炬辩护，说“因为我相信奥利匹克价值、概念，我认为全球的火炬传递是个好事，超越文化、种族、金钱”，尽管她承认中国有“糟糕的人权状况”。她没有在事件中受伤。警察搏斗后抓捕了抗议者。然而她对中国火炬保安感到担忧，说“他们很机械，我甚至注意到他们在火炬传递前与英国警方争吵。”